# Замок Гердауэн
Замок Гердауэн — замок Тевтонских рыцарей, построенный в 1315 году и находящийся в современном посёлке Железнодорожном. 

## История
Замок был заложен комтуром Иоханнесом фон Виннунгеном. Руководил строительством Кёнигсбергский комтур Генрих фон Изенбер. 
Замок освящен в день святых Петра и Павла в 1325 году. 
В 1347 году войско Ольгерда подошло к воротам крепости, но не решилось ее штурмовать.
С 1678 года в замке никто не жил. В XIX веке он был продан барону фон Ромбергу, сын которого снёс старые постройки и построил усадьбу, которая унаследовала от замка лишь подвалы. После замок продали Альфреду фон Янсену, прожившему в нём до 1945 года.
В ходе Второй Мировой Войны усадьба незначительно пострадала, но к началу XXI века сохранились ворота, руины западного флигеля и перестроенные колодец с конюшней.
С 1947 года в конюшне находилась ветеринарная лечебница. Подвалы замка, обнаруженные под зданием, никак не использовались. 
В конце семидесятых годов двадцатого века на территории замка Гердауэн снимался фильм «Долгие версты войны» киностудии им. А. П. Довженко. 
В 1990 году руины замка были арендованы семьей предпринимателей, которые планировали перестроить его под гостиницу с рестораном. Однако по причине финансового кризиса 1991 года работы прекратились. 
В 1999 году обвалилась угловая часть подвала. В 2000 году обрушилась часть стены ветеринарной лечебницы. 
Постановлением Правительства Калининградской области от 23 марта 2007 года замок получил статус объекта культурного наследия регионального значения.